# Phyllochaetopterus sibogae
Phyllochaetopterus sibogae är en ringmaskart som beskrevs av Maurice Caullery 1944. Phyllochaetopterus sibogae ingår i släktet Phyllochaetopterus och familjen Chaetopteridae. Inga underarter finns listade i Catalogue of Life.